# Ernst Ludwig Cramer
Ernst Ludwig Cramer (* 26. Januar 1895 in Hamburg; † 4. Januar 1957 in Johannesburg) war ein deutscher Schriftsteller sowie Eigentümer und Farmer auf Farm Rogers in Südwestafrika, dem heutigen Namibia.

## Leben
Cramer wurde als ältester Sohn von Ludwig und Adelheid (Ada) Cramer in Hamburg geboren. 1906 wanderten seine Eltern in die damalige deutsche Kolonie Deutsch-Südwestafrika aus und betrieben dort eine Farm. Ihre Kinder ließen sie zunächst bei Verwandten zurück. Während seine Schwestern den Eltern  bereits 1908 nachreisten, folgte Ernst Ludwig Cramer erst im Dezember 1912 und arbeitete bis zur kriegsbedingten Mobilmachung in Deutsch-Südwestafrika (7. August 1914) auf der Farm seiner Eltern in Otjisororindi.
Cramer meldete sich freiwillig zur südwestafrikanischen Schutztruppe, die sich im Juli 1915 den südafrikanischen Unionstruppen ergab. Er gelangte in Kriegsgefangenschaft und kehrte nach seiner Entlassung auf die Farm seiner Eltern zurück, wo sein Vater 1917 bei einem Sprengunfall ums Leben kam. Seine Mutter wurde 1919 nach Deutschland ausgewiesen, Ernst Ludwig und seine Schwestern Elisabeth und Hildegard durften bleiben. Die Leitung der Farm übernahm Hildegard, die mit dem Schriftsteller Paul Ritter verheiratet war. Elisabeth Cramer heiratete im selben Jahr und siedelte 1920 auf die Farm Omitiomere um.
Ernst Ludwig Cramer kaufte 1921 die ebenfalls nahe der elterlichen Farm gelegene Farm Rogers, die er neu aufbaute. Er heiratete Eda Forster, mit der er fünf Kinder hatte: Doris (* 1929), Günter (* 1930), Helmut (* 27. Februar 1932, † 5. Oktober 1939), Edda (* 1935) und Dietrich (* 1936, † 1947). 1938 erkrankte Cramer am Maltafieber und begab sich zur Behandlung nach Windhoek. Im Mai 1939 reiste er mit dem Schnelldampfer Pretoria, dem Schwesterschiff der Windhuk, zur Kur nach Deutschland. Als er wegen des Ausbruchs des Zweiten Weltkrieges nicht wie geplant nach Afrika zurückkehren konnte, fand er eine Anstellung bei den Dürkopp-Werken in Bielefeld, wo sein Onkel, Otto Cramer, als Rechtsanwalt angestellt war. Ernst Ludwig Cramer arbeitete dort als Fräser. In Bielefeld erreichte ihn auch die Nachricht vom Tod seines Sohnes Helmut, der im Alter von sieben Jahren infolge einer Blinddarmentzündung gestorben war.
Cramer nahm den Tod seines Sohnes zum Anlass, das Buch Die Kinderfarm zu schreiben, in dem er den Kindern in Deutschland von Afrika erzählen wollte. Das Buch erschien im Verlag Rütten & Loening, dessen Zwangsverkauf an einen „arischen“ Verleger 1936 auf der Grundlage der Nürnberger Gesetze durch die  Reichsschrifttumskammer angeordnet worden war. Während des Krieges produzierte der Verlag hauptsächlich klassische Literatur, aber auch „Erbauungsliteratur,“ zu der Die Kinderfarm sicherlich gezählt werden muss. Die während des Krieges erschienenen Ausgaben enthalten die Widmung „Dem Andenken der deutschen Jugend Südwestafrikas, die für den Sieg Großdeutschlands ihr Leben gab,“ sowie eine daran anschließende Liste gefallener Soldaten. Eine erweiterte und überarbeitete Fassung des Buches erschien 1951 bei Velhagen & Klasing.
Cramer meldete sich 1940 zum Militärdienst und diente unter anderem in Bünde und Bad Oeynhausen. Dadurch war es ihm möglich, wohnortnah Vorträge über seine afrikanische Heimat zu halten.
Nach Ende des Krieges blieb Cramer in Deutschland. 1947 starb sein Sohn Dietrich nach einem Busunfall, aber erst 1950 konnte Cramer nach Südwestafrika zurückkehren. Er starb nach langer Krankheit 1957 in einem Krankenhaus in Johannesburg. Eda Cramer lebte weiter auf Farm Rogers und verstarb am 22. Dezember 1996 in Windhoek.

## Bibliografie
- Wir kommen wieder. Ein deutsches Afrikabuch (1939)
- Die Kinderfarm (1940, 1951, 1983)
- Kinderfarm-Briefe (1942)

Die Bücher Cramers wurden nach Ende des Zweiten Weltkrieges in der Sowjetischen Besatzungszone auf die Liste der auszusondernden Literatur gesetzt.